# 安岗
安岗（1918年12月20日—2013年4月28日），原名安正元，曾用笔名郑远，男，天津人，中华人民共和国新闻事业奠基人之一，新闻理论家、教育家、记者和编辑，曾任《经济日报》总编辑。第六届、第七届全国政协委员。

## 生平
1937年，加入中国共产党。1955年，参与创建中国人民大学新闻系，安岗任系主任。1978年，参与创办中国社会科学院新闻研究所，任所长。2013年4月28日，因肺部感染并发呼吸循环衰竭于海南三亚逝世。